# Arid
Arid is een Belgische rockgroep, die bestaat uit vier leden: Jasper Steverlinck (zanger en gitarist), David Du Pré (gitarist), Filip Ros (bassist) en Steven Van Havere (drummer).

## Geschiedenis
De groep werd gevormd in de helft van de jaren 90 en werd opgemerkt door de platenmaatschappij Double T toen ze finalist waren op Humo's Rock Rally in 1996.
Hun eerste album was Little Things Of Venom begin april 1999 (hernoemd tot At The Close Of Every Day voor de lancering in de Verenigde Staten). In 1999 toerden ze met Suede en speelden ook in het voorprogramma van K's Choice. Het volgende jaar waren ze openingsact op de Europese tour van Counting Crows.
In 2001 werd Steverlinck beroemd door de IMAX-3D-film Haunted Castle naast Harry Shearer. De filmmuziek bij het begin en eind was eveneens afkomstig van de groep.
In 2002 lanceerde de band haar tweede studioalbum All Is Quiet Now, snel gevolgd door een livealbum Live in 2003.
In 2012 speelde Arid zijn (voorlopig) laatste concert. Steverlinck gaat zich toeleggen op zijn solocarrière.

## Invloeden
Op hun officiële website vermeldt de groep muzikale invloeden van onder andere:
- Ben Harper
- Björk
- Boards of Canada
- Fiona Apple
- Future Sound Of London
- Sigur Rós
- Pearl Jam
- Radiohead
- Aphex Twin
- Jeff Buckley
- Tool

Daarnaast vermelden ze ook geïnspireerd te zijn door klassieke muziek en opera.

## Discografie

### Albums
| Album met eventuele hitnotering(en) in de Nederlandse Album Top 100 | Datum van verschijnen | Datum van binnenkomst | Hoogste positie | Aantal weken | Opmerkingen |
| ------------------------------------------------------------------- | --------------------- | --------------------- | --------------- | ------------ | ----------- |
| Little things of venom                                              | 05-04-1999            | -                     | -               | -            |             |
| At the close of every day                                           | 2000                  | -                     | -               | -            |             |
| All is quiet now                                                    | 10-05-2002            | 08-06-2002            | 76              | 2            |             |
| Live                                                                | 2003                  | -                     | -               | -            |             |
| All things come in waves                                            | 21-01-2008            | 16-02-2008            | 62              | 1            |             |
| Under the cold street lights                                        | 01-03-2010            | 13-03-2010            | 75              | 2            |             |

| Album met hitnotering(en) in de Vlaamse Ultratop 200 albums | Datum van verschijnen | Datum van binnenkomst | Hoogste positie | Aantal weken | Opmerkingen   |
| ----------------------------------------------------------- | --------------------- | --------------------- | --------------- | ------------ | ------------- |
| Little things of venom                                      | 05-04-1999            | 24-04-1999            | 15              | 46           |               |
| All is quiet now                                            | 10-05-2002            | 18-05-2002            | 3               | 24           |               |
| Live                                                        | 02-12-2003            | 13-12-2003            | 33              | 12           |               |
| All things come in waves                                    | 21-01-2008            | 26-01-2008            | 2               | 17           |               |
| Under the cold street lights                                | 01-03-2010            | 06-03-2010            | 4               | 15           |               |
| Singles collection                                          | 24-10-2011            | 05-11-2011            | 25              | 27           | Verzamelalbum |

### Singles
| Single met hitnotering(en) in de Vlaamse Ultratop 50 | Datum van verschijnen | Datum van binnenkomst | Hoogste positie | Aantal weken | Opmerkingen |
| ---------------------------------------------------- | --------------------- | --------------------- | --------------- | ------------ | ----------- |
| Me and my melody                                     | 25-02-2000            | 18-03-2000            | 34              | 4            |             |
| Words                                                | 2007                  | 19-05-2007            | 42              | 7            |             |
| Why do you run                                       | 2007                  | 16-02-2008            | 49              | 2            |             |
| Tied to the hands                                    | 09-06-2008            | 14-06-2008            | tip3            | -            |             |
| If you go                                            | 2008                  | 22-11-2008            | tip4            | -            |             |
| Come on                                              | 2010                  | 30-01-2010            | tip20           | -            |             |
| Broken dancer                                        | 03-05-2010            | 12-06-2010            | tip15           | -            |             |
| Hart van goud                                        | 30-08-2010            | 09-10-2010            | 38              | 3            |             |
| Something brighter                                   | 14-02-2011            | 05-03-2011            | tip34           | -            |             |
| The high life                                        | 26-09-2011            | 08-10-2011            | tip18           | -            |             |
| Seven odd years                                      | 16-01-2012            | 11-02-2012            | 10              | 12           |             |